# Camia (djur)
Camia är ett släkte av skalbaggar. Camia ingår i familjen vivlar.
Kladogram enligt Catalogue of Life:
| Camia | \| \| Camia semiopaca \| \| \| \| \| \| Camia superciliaris \| \| \| \| |
|       | \| \| Camia semiopaca \| \| \| \| \| \| Camia superciliaris \| \| \| \| |
|       | Camia semiopaca                                                         |
|       |                                                                         |
|       | Camia superciliaris                                                     |
|       |                                                                         |